# Joaquim Gestí Bautista
Joaquim Gestí Bautista   (Barcelona, 1961) és un traductor, professor, hel·lenista i neohel·lenista català; llicenciat en filologia clàssica i doctor en traducció per la Universitat Autònoma de Barcelona, on exerceix com a professor de grec antic.
Com a col·laborador de la Fundació Bernat Metge ha traduït Heròdot per a la seva col·lecció de clàssics grecs i llatins. Conjuntament amb Montserrat Franquesa Gòdia i Andreu Martí és autor de la versió catalana del Diccionari de mitologia grega i romana de Pierre Grimal, amb la consegüent incorporació al català d'un bon nombre de noms propis grecs i llatins, contribuint al procés de fixació dels criteris de transcripció d'aquests al català. Membre fundador de l'Associació Catalana de Neohel·lenistes, de la que en fou President fins al 2017, ha traduït diversos autors neogrecs (entre ells 
Kikí Dimulà,
Dora Iannakopulu, Petros Màrkaris, Litsa Psarafti, Maria Skiadaresi, Soti Triantafil·lu, Thanassis Valtinós, Geòrgios Viziïnos i Lilí Zografu), sovint en col·laboració amb Montserrat Franquesa. Ha traduït també obres d'autors italians, principalment els contes de Buzzati i de Pirandello, havent obtingut per la versió dels "Contes per a un any", d'aquest darrer, el Premi de traducció Vidal Alcover del 2007. És soci corresponent de l'Associació d'Escriptors Grecs, amb seu a Atenes i cap de redacció, des del 2017, conjuntament amb Montserrat Franquesa, de Visat, revista digital de literatura i traducció del PEN Català.